# افنی شکور
 آفنی شکور دیویس (به انگلیسی: Afeni Shakur Davis) (متولد شده با نام آلیس فی ویلیامز؛ زادهٔ ۱۰ ژانویه ۱۹۴۷–۲ مه ۲۰۱۶) فعال سیاسی اهل ایالات متحده و عضو سابق حزب پلنگ سیاه بود. وی مادر توپاک شکور خواننده رپ و بازیگر بود.

## اوایل زندگی
افنی شکور در ۱۰ ژانویه ۱۹۴۷ در لامبرتن، کارولینای شمالی، به دنیا آمد. وی دختر رزا بل، سازنده خانه و والتر ویلیامز جونیور، کامیون‌دار بود. او یک خواهر به نام، گلوریا ژان داشت. او شروع آشفته‌ای داشت و به‌طور کلی نسبت به پدر و مردان اطلافش کینه داشت زیرا او شخصیت عصبی داشت و او فکر می‌کرد مادرش ضعیف است چون در برابر پدرش ایستادگی نمی‌کند. هنگامی که او، مادر و خواهرش در سال ۱۹۵۸ پدرش را ترک کردند، آنها به برانکس نقل مکان کردند. معلمانش او را برای دبیرستان هنرهای نمایشی توصیه کردند، اما او در تطبیق و سازگاری با شرایط رسمی آموزشی مشکل داشت. وی در دبیرستان علوم برانکس تحصیل کرد. او به زندگی خیابانی علاقه‌مند شد و خود را یک مبارز خیابانی و یکی از اعضای شاگردان دب در هارلم خواند.

## فعالیت
در سال 1968، در سن ۲۱ سالگی، نام خود را به افنی شکور تغییر داد. افنی یک کلمه یوروبیایی با معنی «عاشق مردم» است، و شکور در عربی به معنای «سپاسگزار» است. او در هارلم، نیویورک زندگی می‌کرد، و به حزب پلنگ سیاه پیوست. او خبرنامه حزب پلنگ سیاه را با نام پنتر پست منشتر کرد. او یک مبارزات موفقیت‌آمیز را رهبری کرد که اف‌بی‌آی را به این باور رساند که حزب در حال کم رنگ شدن است. وی به عنوان رئیس بخش هارلم و مربی اعضای جدید از جمله جمال جوزف، کلئو سیلورز و دوروبا بن وهاد شد. او همچنین با بیلی گارلند (پدر بیولوژیکی توپاک) و جرونیمو پرات (که حامی تعمید توپاک شد) کار کرد.

### پلنگ ۲۱
در آوریل  سال ۱۹۶۹، وی و تعداد بیست نفر دیگر از پلنگهای سیاه دستگیر و به اتهام چندین فقره توطئه برای بمب‌گذاری در مراکز پلیس و سایر اماکن عمومی در نیویورک متهم شدند. با تعیین وثیقه ۱۰۰ هزار دلاری برای هر یک از ۲۱ مظنون،گروه پلنگ سیاه تصمیم گرفتند ابتدا پول وثیقه را برای جوزف و شکور جمع کنند تا آن دو بتوانند در مورد جمع‌آوری وثیقه برای بقیه تلاش کنند. شکور در جمع‌آوری وجوه وثیقه برای پنترهای زندانی مصر بود. دادگاه مقدماتی در فوریه ۱۹۷۰ و دادگاه اصلی در ۸ سپتامبر ۱۹۷۰ آغاز شد. اتهاماتی که علیه وی و سایر اعضای حزب پلنگ سیاه وارد شد: همدستی در اقدام به قتل، مقدمه چینی  برای ارتکاب قتل، تبانی کردن برای بمب‌گذاری در ساختمان‌ها و توطئه بوده‌است. در طول دادرسی، قاضی دوازده مورد از سی اتهام را رد کرد.علیرغم اینکه شکور تحصیلات مرتبط با وکالت نداشت، فرزند خود توپاک را باردار بود و با  ۳۰۰سال زندان روبرو بود،وکالت خود را در دادگاه به عهده گرفت . شکور با شاهدان مصاحبه کرد و در دادگاه بحث کرد.
رالف وایت، یکی از سه مظنونی که در واقع یک مأمور مخفی بود، یکی از افرادی بود که افنی مورد بازجویی متقابل قرار داد. وایت کسی بود که در تمام مدت شکور به پلیس بودن او شک داشت، زیرا او دیگران را به خشونت تحریک می‌کرد. او رالف را وادارکرد تا با ادای سوگند اعتراف کند که او و دو مأمور دیگر بیشتر فعالیتهای غیرقانونی را سازماندهی کرده‌اند. او همچنین رالف را مجبور کرد تا به دادگاه اعتراف کند که فعالیتی که آنها با هم انجام داده بودند «قدرتمند، الهام بخش و زیبا» بود. افنی از آقای وایت سؤال کرد که آیا وی به اشتباه روسای پلنگ سیاه را به روسای پلیس خود معرفی کرده‌است؟ او گفت بله «وی پرسید آیا وی به جامعه خیانت کرده‌است؟ او گفت بله.»
او و سایر افراد در "پلنگ ۲۱" پس از هشت ماه دادگاه در ماه مه ۱۹۷۱ تبرئه شدند. در مجموع، افنی شکور دو سال را در زندان گذراند و تبرئه شد. در ۲۴ سالگی، پسرش، لِیسن پاریش کروکس، در ۱۶ ژوئن ۱۹۷۱ به دنیا آمد. سال بعد، در سال ۱۹۷۲، لیسن پاریش به توپاک آمارو شکور تغییر نام داد که در زبان کچوآ به معنی «مار درخشان» است. نام توپاک از  توپاک آماروی دوم، رهبر جنبش بومیان در قیام توپاک آماروی دوم، شورش اینکاها علیه اسپانیایی‌ها در پرو که از سال ۱۷۸۰ تا ۱۷۸۳ به طول انجامید، انتخاب شد.

## اواسط زندگی
پس از تبرئه شدن افنی شکور از اتهامات خود، وی دیگر به حزب پلنگ سیاه برنگشت. وی در سال ۱۹۷۵ با موتولو شکور ازدواج کرد و دخترش سکیویا را به دنیا آورد. آنها در سال ۱۹۸۲ طلاق گرفتند. او و فرزندانش در سال ۱۹۸۴ به بالتیمور، مریلند نقل مکان کردند. او فرزندان خود را از طریق بهزیستی بزرگ کرد زیرا نمی‌توانست شغل خود را حفظ کند. وی برای مدیریت مصرف مواد مخدر به شهرستان مارین در کالیفرنیا نقل مکان کرد. در سال ۱۹۸۹ پسرش به دلیل او از خانه خارج شد. این دو بعداً آشتی کردند. وی پس از بازگشت به نیویورک در سال ۱۹۹۱ و به جلسات معتادان گمنام رفت و توانست بر اعتیاد خود غلبه کند.
در سال ۲۰۰۴، افنی شکور با گوست دیویس جونیور ازدواج کرد. در همان سال، زندگی‌نامه وی، افنی شکور: تکامل یه انقلابی منتشر شد. در زندگی‌نامه خود، افنی شکور تجربیات کودکی و تربیت و همچنین مشارکت در حزب پلنگ سیاه را بازتاب داد. وی در این کتاب اظهار داشت که حزب او را آموزش داده و به او هدایت می‌دهد تا عصبانیت او را هدایت کند. پ این امیدواری او را به وجود آورد که به گفته او هرگز تجربه نکرده‌است. او در مورد نحوه ملاقات با مردانی که در این حزب با زنان سیاه‌پوست سوءاستفاده نکردند صحبت کرد. از طریق مهمانی بود که او با لومومبا شکور آشنا شد، توافق کرد که همسر دوم او باشد و به دین اسلام روی آورد. وی تجربیات خود را در زندان و اینکه چگونه با سایر زندانیان، صندوق وثیقه ترتیب داده‌اند تا برخی از زنان را از زندان خارج کنند، شرح داد.

## درگیری‌ها
اگرچه توپاک در روابط خود با مادرش سختی کشید، اما او در ترانه «مادر عزیزم» از او تجلیل و تشکر کرد.
«تو همیشه یک مادر متعهد بودی، به من بگو با اینکه بی‌سرپرست بودی چگونه مرا بزرگ کردی. راهی وجود ندارد که بتوانم جبران کنم؛ اما هدفم این است که به تو نشان دهم که می‌فهمم.»
ایده‌های انقلابی او در موسیقی‌های پسرش توپاک منعکس شد. قبل از مرگ توپاک، او قرار داد ماهانه ۱۶۰۰۰ دلار دریافت کند و خانه ای برای او در استون مونتین، جورجیا خریداری کرد. او مجری املاک و داریی‌های توپاک بود.
دقیقاً یک سال پس از مرگ پسرش، با درآمد حاصل از آلبوم‌های وی که پس از مرگ منتشر شد، افنی شکور بنیاد توپاک عمارو شکور مستقر در جورجیا را تأسیس کرد تا برنامه‌های هنری برای جوانان و شرکت آمارو سرگرمی، هلدینگ تمام مطالب منتشر نشده توپاک فراهم کند. او پس از مرگ پسرش توپاک برای بسیاری از مادران داغدار راحت بود و به سخنرانی در حوادث در سراسر آمریکا پرداخت. بنیاد کمی قبل از مرگ وی فروخته شد. او همچنین یک خط لباس مد با نام تجاری ماکاولی راه اندازی کرد. افنی شکور در ساخت فیلم همه نگاه‌ها به من، که بر اساس زندگی توپاک ساخته شده بود، شرکت نکرد چون ویکل او در قراردادش با فیلم به او خیانت کرده بود و سپس وکیلش را اخراج کردو وکیل جدیدی استخدام کرد و سعی در فسخ قرارداد داشت. او چندین بار به دادگاه رفت و میلیون‌ها دلار هزینه کرد، که به گفته وی منجر به فروش کانون هنرهای توپاک آمارو شاکور شد و سرانجام با مبلغی نامشخص تسویه حساب کرد.

### عدم تعهد در برابر پرونده دث رو رکوردز
گفته می‌شود که افنی شکور در ۲۰ ژوئیه ۲۰۰۷ در دادگاه فدرال بود تا دستورالعملی را برای جلوگیری از فروش دث رو رکوردز از مواد توزیع نشده منتشر شده از توپاک ارائه کند، زیرا این شرکت نتوانست اثبات کند که آهنگ‌های منتشر نشده بخشی از توافق ورشکستگی آن نیست.

### سخنرانی‌ها
شکور به ایالات متحده آمریکا سفر کرد و به عنوان میهمان سخنرانی کرد. وی در ۶ فوریه ۲۰۰۹ سخنرانی اصلی مراسم بزرگداشت ماه تاریخ سیاه دانشگاه وندربیلت را ارائه داد. او تجربیات و راه‌های غلبه بر اعتیاد را با مردم در میان گذاشت.

## مرگ
شکور حدود ساعت ۱۰:۲۸ بعد از ظهر ۲ مه ۲۰۱۶ در بیمارستانی در گرینبرا، کالیفرنیا درگذشت، زیرا اوایل شب در منزلش دچار ایست قلبی شد. او ۶۹ ساله بود. بدن او پس از مرگ سوزانده شد.